# Heterocerus uhligi
Heterocerus uhligi là một loài bọ cánh cứng trong họ Heteroceridae. Loài này được Mascagni & Monte miêu tả khoa học đầu tiên năm 2001.